# 蒂莫菲伊夫卡 (洛佐瓦區)
48°40′18″N 36°23′26″E / 48.67167°N 36.39056°E
蒂莫菲伊夫卡（羅馬化：Tymofiivka）是位於烏克蘭東部哈爾科夫州洛佐瓦區布利茲紐基市鎮的村莊。該村始建於1914年，面積0.33平方公里，海拔高度110米，2001年人口127，人口密度每平方公里384.9人。